# Amantes
Amantes és una pel·lícula de cinema espanyola dirigida per Vicente Aranda i basada en fets reals.
Prevista al principi com un capítol de la sèrie de televisió La huella del crimen, el productor Pere Costa i Musté va pensar que seria interessant aspirar a més i va acabar sent una pel·lícula portada al cinema, amb gran èxit de taquilla i crítica.

## Argument
La pel·lícula explica la història d'un noi de províncies qui, després de fer el servei militar en Madrid durant la postguerra, s'instal·la de rellogat a casa d'una dona. A partir d'aquest moment es debat entre dos amors: el de la seva promesa, que li dona afecte i sap cuinar, i el de la seva amant, la dona que li dona recer i llit. Finalment, adopta una solució tràgica.

## Repartiment
- Victoria Abril (Luisa)
- Jorge Sanz (Paco)
- Maribel Verdú (Trini)
- Enrique Cerro (comandant)
- Mabel Escaño
- Alicia Agut

## Palmarès cinematogràfic
Festival Internacional de Cinema de Berlín
| Categoria                      | Persona        | Resultat   |
| ------------------------------ | -------------- | ---------- |
| Os de Plata a la millor actriu | Victoria Abril | Guanyadora |

VI edició dels Premis Goya
| Categoria                  | Persona                                             | Resultat   |
| -------------------------- | --------------------------------------------------- | ---------- |
| Millor pel·lícula          | Millor pel·lícula                                   | Guanyadora |
| Millor director            | Vicente Aranda                                      | Guanyador  |
| Millor actriu protagonista | Victoria Abril                                      | Candidata  |
| Millor actriu protagonista | Maribel Verdú                                       | Candidata  |
| Millor actor protagonista  | Jorge Sanz                                          | Candidat   |
| Millor guió original       | Álvaro del Amo Vicente Aranda Carlos Pérez Merinero | Candidats  |
| Millor muntatge            | Teresa Font                                         | Candidata  |

Fotogramas de Plata 1991
| Categoria                                            | Persona                                              | Resultat   |
| ---------------------------------------------------- | ---------------------------------------------------- | ---------- |
| Fotogramas de Plata a la millor pel·lícula espanyola | Fotogramas de Plata a la millor pel·lícula espanyola | Guanyadora |
| Fotogramas de Plata a la millor actriu de cinema     | Victoria Abril                                       | Candidata  |
| Fotogramas de Plata a la millor actriu de cinema     | Maribel Verdú                                        | Candidata  |
| Fotogramas de Plata al millor actor de cinema        | Jorge Sanz                                           | Candidat   |

Premis Sant Jordi
| Categoria                                         | Resultat  |
| ------------------------------------------------- | --------- |
| Premi Sant Jordi a la millor pel·lícula espanyola | Guanyador |

Esment especial en la Flanders International Film Festival (1991) per a Maribel Verdú